# Мали Цетин
Мали Цетин (слч. Malý Cetín) насељено је мјесто са административним статусом сеоске општине (слч. obec) у округу Њитра, у Њитранском крају, Словачка Република.

## Становништво
| Година:    | 1994. | 2004. | 2014.   | 2024.    |
| ---------- | ----- | ----- | ------- | -------- |
| Број људи: | 384   | 384   | 398     | 502      |
| Разлика:   |       | +0 %  | +3,64 % | +26,13 % |

| Година:    | 2023. | 2024.   |
| ---------- | ----- | ------- |
| Број људи: | 502   | 502     |
| Разлика:   |       | +1,42 % |

Према подацима о броју становника из 2011. године насеље је имало 388 становника.